# حدادة (اللاذقية)
حدادة قرية في ناحية كنسبا التابعة لمنطقة الحفّة في محافظة اللاذقية. بلغ عدد سكانها 397 نسمة حسب تعداد عام 2004.